# Hannu Patronen
Hannu Patronen, född 23 maj 1984 i Träskända, är en finländsk fotbollsspelare som spelar för HIFK. Han spelar främst som mittback, men har under sin karriär även spelat som defensiv mittfältare. 

## Karriär
Patronen spelade mellan 2002 och 2008 för Esboklubben FC Honka. 
Den 12 juli 2008 värvades Patronen av allsvenska Helsingborgs IF, där han skrev på ett 3,5-årskontrakt. Patronen värvades till Helsingborg för att ersätta backen Andreas Granqvist, vars lånetid från Wigan Athletic gått ut under sommaren. Han debuterade i Helsingborgs IF den 15 juli 2008 i hemmamatchen mot AIK och spelade i 90 minuter. Helsingborgs IF vann matchen med 2–1.
I december 2018 värvades Patronen av HIFK.